# Telorta acuminata
Telorta acuminata là một loài bướm đêm trong họ Noctuidae.